# Coprinus griseofoetidus
Coprinus griseofoetidus är en svampart som beskrevs av P.D. Orton 1988. Coprinus griseofoetidus ingår i släktet Coprinus och familjen Agaricaceae.   Inga underarter finns listade i Catalogue of Life.